# 阿瓦尔波奥恩杜赖
阿瓦尔波奥恩杜赖（Avalpoondurai），是印度泰米尔纳德邦Erode县的一个城镇。总人口11230（2001年）。

## 人口
该地2001年总人口11230人，其中男性5823人，女性5407人；0—6岁人口950人，其中男480人，女470人；识字率62.73%，其中男性为72.63%，女性为52.08%。